# Kure Beach
Kure Beach és una població dels Estats Units a l'estat de Carolina del Nord. Segons el cens del 2009 tenia 2.494 habitants.

## Demografia
Segons el cens del 2000, Kure Beach tenia 1.507 habitants, 723 habitatges i 495 famílies. La densitat de població era de 746 habitants per km².
Dels 723 habitatges en un 15,1% hi vivien nens de menys de 18 anys, en un 61,3% hi vivien parelles casades, en un 5,1% dones solteres, i en un 31,5% no eren unitats familiars. En el 26,7% dels habitatges hi vivien persones soles el 8,7% de les quals corresponia a persones de 65 anys o més que vivien soles. El nombre mitjà de persones vivint en cada habitatge era de 2,08 i el nombre mitjà de persones que vivien en cada família era de 2,48.
Per edats la població es repartia de la següent manera: un 12% tenia menys de 18 anys, un 4,5% entre 18 i 24, un 22,5% entre 25 i 44, un 42,3% de 45 a 60 i un 18,7% 65 anys o més.
L'edat mediana era de 50 anys. Per cada 100 dones de 18 o més anys hi havia 91,6 homes.
La renda mediana per habitatge era de 47.143 $ i la renda mediana per família de 55.875 $. Els homes tenien una renda mediana de 32.708 $ mentre que les dones 30.735 $. La renda per capita de la població era de 26.759 $. Entorn del 4,1% de les famílies i el 5,7% de la població estaven per davall del llindar de pobresa.

## Poblacions més properes
El següent diagrama mostra les poblacions més properes.